# Liste der Einträge im National Register of Historic Places im Woodbury County

Lage des Woodbury County in Iowa

Die Liste der Einträge im National Register of Historic Places im Woodbury County in Iowa führt die Bauwerke und historischen Stätten im Woodbury County auf, die in das National Register of Historic Places aufgenommen wurden.

## Legende
| NRHP | Historic Place             |
| HD   | Historic District          |
| NHL  | National Historic Landmark |

## Aktuelle Einträge
| [ 2 ] | Name                                                             | Bild                                                             | Eintragsdatum        | Lage | Ort             | Beschreibung |
| ----- | ---------------------------------------------------------------- | ---------------------------------------------------------------- | -------------------- | --- | --------------- | --- |
| 1     | Alhambra Apartments                                              | Alhambra Apartments                                              | 2001 ID-Nr. 01001089 | 801 8th Street 42° 29′ 55,7″ N, 96° 24′ 1,5″ W                                                                                         | Sioux City      | 1929 errichtetes Apartmenthaus |
| 2     | Atchison A. Ashby House                                          | Atchison A. Ashby House                                          | 1998 ID-Nr. 98001207 | 1807 Summit Street 42° 30′ 34,1″ N, 96° 24′ 35,6″ W                                                                                    | Sioux City      | 1916 im Stil des Tudor Revival errichtetes Wohnhaus                                                                                        |
| 3     | Badgerow Building                                                | Badgerow Building                                                | 1982 ID-Nr. 82002646 | 622 4th Street 42° 29′ 37,9″ N, 96° 24′ 8,1″ W                                                                                         | Sioux City      | 1930–1933 im Stil des Art déco errichtetes Bürohaus                                                                                        |
| 4     | George A. and Mary Tinkel Bailey House                           |                                                                  | 1998 ID-Nr. 98000929 | 423 10th Street 42° 28′ 53″ N, 95° 47′ 3″ W                                                                                            | Correctionville | 1883 im Queen-Anne-Stil errichtetes Wohnhaus                                                                                               |
| 5     | Benson Archeological Site (13WD50)                               |                                                                  | 1984 ID-Nr. 84001611 | Adresse nicht veröffentlicht | Smithland       | Archäologische Stätte |
| 6     | Boston Block                                                     | Boston Block                                                     | 1985 ID-Nr. 85000010 | 1005-1013 East 4th Street 42° 29′ 40,2″ N, 96° 23′ 50,4″ W                                                                             | Sioux City      | 1890–1891 errichtetes Geschäftshaus |
| 7     | Theophile Bruguier Cabin                                         |                                                                  | 2000 ID-Nr. 00000918 | Riverside Park 42° 29′ 49″ N, 96° 28′ 32″ W                                                                                            | Sioux City      | |
| 8     | Elzy G. Burkam House                                             | Elzy G. Burkam House                                             | 1998 ID-Nr. 98000864 | 1525 Douglas Street 42° 30′ 24,9″ N, 96° 24′ 25,1″ W                                                                                   | Sioux City      | 1894 im Stil des Colonial Revival errichtetes Wohnhaus                                                                                     |
| 9     | Charles City College Hall                                        | Charles City College Hall                                        | 1983 ID-Nr. 83000412 | 1501 Morningside Avenue 42° 28′ 29″ N, 96° 21′ 33″ W                                                                                   | Sioux City      | 1914 im neuromanischen Stil errichtetes Collegegebäude                                                                                     |
| 10    | Chicago, Milwaukee, St. Paul & Pacific Combination Depot-Hornick |                                                                  | 1990 ID-Nr. 90001309 | Main Street; südlich der Railway Street 42° 13′ 51″ N, 96° 5′ 51″ W                                                                    | Hornick         | 1886–1887 im viktorianischen Stil errichtetes Bahnhofgebäude                                                                               |
| 11    | Davidson Building                                                | Davidson Building                                                | 1999 ID-Nr. 99000736 | 505 6th Street 42° 29′ 47,5″ N, 96° 24′ 17″ W                                                                                          | Sioux City      | 1913 errichtetes Bürohaus |
| 12    | Evans Block                                                      | Evans Block                                                      | 1985 ID-Nr. 85000011 | 1126-28 4th Street 42° 29′ 38,5″ N, 96° 23′ 42,4″ W                                                                                    | Sioux City      | 1890–1891 im neuromanischen Stil errichtetes Geschäftshaus                                                                                 |
| 13    | H.H. Everist House                                               | H.H. Everist House                                               | 1983 ID-Nr. 83000413 | 37 McDonald Drive 42° 31′ 7,6″ N, 96° 24′ 39,9″ W                                                                                      | Sioux City      | 1916 im Stil der Prairie Houses errichtetes Wohnhaus                                                                                       |
| 14    | Florence Crittenton Home and Maternity Hospital                  | Florence Crittenton Home and Maternity Hospital                  | 2000 ID-Nr. 00000306 | 1105-1111 28th Street 42° 31′ 12″ N, 96° 24′ 21″ W                                                                                     | Sioux City      | Zwischen 1906 und 1913 errichtetes Krankenhaus und Wohnhaus von Florence Crittenton                                                        |
| 15    | Fourth Street Historic District                                  | Fourth Street Historic District                                  | 1995 ID-Nr. 95000966 | 1002-1128 4th Street 42° 29′ 39″ N, 96° 23′ 46″ W                                                                                      | Sioux City      | Zwölf im neuromanischen Stil um die Jahrhundertwende errichtete Geschäftshäuser                                                            |
| 16    | Grandview Park Music Pavilion                                    | Grandview Park Music Pavilion                                    | 2011 ID-Nr. 11000053 | McDonald Street; Eingang Block 2600 der McDonald Street 42° 31′ 0,2″ N, 96° 24′ 34,9″ W                                                | Sioux City      | |
| 17    | Great Northern Railway Steam Locomotive No. 1355 and Tender 1451 | Great Northern Railway Steam Locomotive No. 1355 and Tender 1451 | 2004 ID-Nr. 04001352 | 3400 Sioux River Road 42° 31′ 45″ N, 96° 28′ 36″ W                                                                                     | Sioux City      | 1943 gebaute Dampflokomotive der damaligen Great Northern                                                                                  |
| 18    | Holy Trinity Greek Orthodox Church                               | Holy Trinity Greek Orthodox Church                               | 1998 ID-Nr. 98000381 | 900 6th Street 42° 29′ 46″ N, 96° 23′ 55″ W                                                                                            | Sioux City      | 1926 errichtete griechisch-orthodoxe Kirche                                                                                                |
| 19    | Dr. Van Buren Knott House                                        | Dr. Van Buren Knott House                                        | 1999 ID-Nr. 99001032 | 2323 Nebraska Street 42° 30′ 53,7″ N, 96° 24′ 14,8″ W                                                                                  | Sioux City      | 1903 im Stil des Colonial Revival errichtetes Wohnhaus                                                                                     |
| 20    | Leeds Junior High School                                         | Leeds Junior High School                                         | 2002 ID-Nr. 02001228 | 3919 Jefferson Street 42° 32′ 15″ N, 96° 22′ 4″ W                                                                                      | Sioux City      | 1939 errichtetes Schulgebäude |
| 21    | Martin Hotel                                                     | Martin Hotel                                                     | 1983 ID-Nr. 83000414 | 410 Pierce Street 42° 29′ 40″ N, 96° 24′ 15″ W                                                                                         | Sioux City      | 1912 errichtetes Hotel |
| 22    | T.S. Martin and Company                                          | T.S. Martin and Company                                          | 1998 ID-Nr. 98000865 | 4th Street Ecke Nebraska Street 42° 29′ 40″ N, 96° 24′ 14,3″ W                                                                         | Sioux City      | 1902 im Stil der Prairie Houses errichtetes Kaufhaus                                                                                       |
| 23    | Mary Elizabeth Day Nursery                                       | Mary Elizabeth Day Nursery                                       | 1997 ID-Nr. 97001293 | 814 Court Street 42° 29′ 57,2″ N, 96° 23′ 46″ W                                                                                        | Sioux City      | 1926 im Stil der Neorenaissance errichtetes Kinderbetreuungszentrum                                                                        |
| 24    | Midland Packing Company                                          |                                                                  | 1979 ID-Nr. 79000952 | 2001 Leech Avenue 42° 29′ 19″ N, 96° 22′ 59″ W                                                                                         | Sioux City      | 1919–1920 errichtetes Fabrikgebäude |
| 25    | Morningside College Historic District                            | Morningside College Historic District                            | 1997 ID-Nr. 97000387 | Abgegrenzt durch Vine Avenue, Morningside Avenue, Garretson Avenue, Peters Avenue und South Paxton Avenue 42° 28′ 28″ N, 96° 21′ 42″ W | Sioux City      | Aus neun Gebäuden bestehendes Gelände des Morningside College                                                                              |
| 26    | Motor Mart Building                                              | Motor Mart Building                                              | 1993 ID-Nr. 93000330 | 520 Nebraska Street 42° 29′ 45,8″ N, 96° 24′ 11,6″ W                                                                                   | Sioux City      | 1912 errichtetes Geschäftshaus |
| 27    | Mount Sinai Temple                                               | Mount Sinai Temple                                               | 1999 ID-Nr. 99001268 | 1320 Nebraska Street 42° 30′ 18″ N, 96° 24′ 10″ W                                                                                      | Sioux City      | 1901 im Stil der Prairie Houses errichtete Synagoge                                                                                        |
| 28    | Municipal Auditorium                                             | Municipal Auditorium                                             | 2006 ID-Nr. 06000316 | 500 Gordon Drive 42° 29′ 34″ N, 96° 24′ 24″ W                                                                                          | Sioux City      | 1938 im Stil der Moderne errichtete Veranstaltungshalle                                                                                    |
| 29    | Mylius-Eaton House                                               | Mylius-Eaton House                                               | 2004 ID-Nr. 03001390 | 2900 Jackson Street 42° 31′ 15,3″ N, 96° 24′ 6,8″ W                                                                                    | Sioux City      | im Queen-Anne-Stil errichtetes Wohnhaus |
| 30    | New Orpheum Theatre                                              | New Orpheum Theatre                                              | 2000 ID-Nr. 00000919 | 520-28 Pierce Street 42° 29′ 44″ N, 96° 24′ 17″ W                                                                                      | Sioux City      | 1927 errichtetes Theater |
| 31    | James P. Newton House and Maid Cottage                           | James P. Newton House and Maid Cottage                           | 2000 ID-Nr. 00000154 | 2312 Nebraska Street 42° 30′ 52,9″ N, 96° 24′ 11,8″ W                                                                                  | Sioux City      | 1909 im Arts-and-Crafts-Stil errichtetes Wohnhaus                                                                                          |
| 32    | Julius and Anine Oversen House                                   | Julius and Anine Oversen House                                   | 2007 ID-Nr. 07000207 | 2037 South Lemon Street 42° 28′ 8″ N, 96° 20′ 33″ W                                                                                    | Sioux City      | Im Jahr 1900 im Italianate-Stil errichtetes Wohnhaus                                                                                       |
| 33    | John Peirce House                                                | John Peirce House                                                | 1978 ID-Nr. 78001273 | 2901 Jackson Street 42° 31′ 15″ N, 96° 24′ 8″ W                                                                                        | Sioux City      | 1891 im neuromanischen Stil aus Sioux-Quarzit errichtetes Wohnhaus des Geschäftsmannes John Peirce; heute Museum                           |
| 34    | Rose Hill Historic District                                      | Rose Hill Historic District                                      | 2002 ID-Nr. 02001022 | Blöcke 1400-1700 der Douglas Street, Grandview Boulevard und Summit Street 42° 30′ 8″ N, 96° 24′ 48″ W                                 | Sioux City      | Aus 130 Gebäuden bestehende historisches Wohnviertel                                                                                       |
| 35    | St. Boniface Historic District                                   | St. Boniface Historic District                                   | 1998 ID-Nr. 98001322 | 703 West 5th Street, 515 Cook Street und 700 West 6th Street 42° 30′ 4″ N, 96° 25′ 3″ W                                                | Sioux City      | 1910–1911 errichtetes katholische Kirche sowie weitere dazugehörige Gebäude                                                                |
| 36    | St. Thomas Episcopal Church                                      | St. Thomas Episcopal Church                                      | 1984 ID-Nr. 84001612 | 1200 Douglas Street 42° 30′ 11″ N, 96° 24′ 23″ W                                                                                       | Sioux City      | 1891–1892 im neuromanischen Stil errichtete Kirche                                                                                         |
| 37    | Arthur and Stella Sanford House                                  | Arthur and Stella Sanford House                                  | 2003 ID-Nr. 03000359 | 1925 Summit Street 42° 30′ 39,3″ N, 96° 24′ 35,9″ W                                                                                    | Sioux City      | 1936 im American Movement genannten Baustil errichtetes Wohnhaus                                                                           |
| 38    | Ben and Harriet Schulein House                                   | Ben and Harriet Schulein House                                   | 1997 ID-Nr. 97001289 | 2604 Jackson Street 42° 31′ 2,7″ N, 96° 24′ 6,5″ W                                                                                     | Sioux City      | 1913 im Stil der Prairie Houses errichtetes Wohnhaus                                                                                       |
| 39    | SERGEANT FLOYD (Schiff)                                          | SERGEANT FLOYD (Schiff)                                          | 1989 ID-Nr. 89001079 | Missouri River Mile Marker 730 42° 30′ 4″ N, 96° 28′ 21″ W                                                                             | Sioux City      | 1932 gebauter Schlepper; heute Museumsschiff seit 1989 als NHL registriert                                                                 |
| 40    | Sergeant Floyd Monument                                          | Sergeant Floyd Monument                                          | 1966 ID-Nr. 66000340 | Glenn Avenue Ecke Lewis Road 42° 27′ 45″ N, 96° 22′ 39″ W                                                                              | Sioux City      | 1804 errichtetes Grab- und Denkmal für Charles Floyd, Quartiermeister während der Lewis-und-Clark-Expedition seit 1960 als NHL registriert |
| 41    | Simmons Hardware Company Warehouse                               | Simmons Hardware Company Warehouse                               | 2008 ID-Nr. 08000332 | 323 Water Street 42° 29′ 37,9″ N, 96° 24′ 35,6″ W                                                                                      | Sioux City      | 1905–1906 im neuromanischen Stil errichtetes Fabrik- und Lagerhausgebäude                                                                  |
| 42    | Sioux City Baptist Church                                        | Sioux City Baptist Church                                        | 1979 ID-Nr. 79000953 | 1301 Nebraska Avenue 42° 30′ 15,1″ N, 96° 24′ 14,3″ W                                                                                  | Sioux City      | 1918 im Stil der Prairie Houses errichtete Kirche                                                                                          |
| 43    | Sioux City Central High School                                   | Sioux City Central High School                                   | 1974 ID-Nr. 74000817 | 1212 Nebraska Street 42° 30′ 12,6″ N, 96° 24′ 10,3″ W                                                                                  | Sioux City      | 1872 im viktorianischen Stil errichtetes Schulgebäude                                                                                      |
| 44    | Sioux City Fire Station Number 3                                 | Sioux City Fire Station Number 3                                 | 2008 ID-Nr. 08000444 | 1211 5th Street 42° 29′ 43,9″ N, 96° 23′ 39,6″ W                                                                                       | Sioux City      | 1929 errichtete Feuerwache; heute Geschäftshaus und Restaurant                                                                             |
| 45    | Sioux City Free Public Library                                   | Sioux City Free Public Library                                   | 1997 ID-Nr. 97000461 | 705 6th Street 42° 29′ 47,7″ N, 96° 24′ 5,6″ W                                                                                         | Sioux City      | 1912 im Stil der Neorenaissance errichtete öffentliche Bibliothek                                                                          |
| 46    | Sioux City Linseed Oil Works                                     | Sioux City Linseed Oil Works                                     | 2008 ID-Nr. 07001359 | 210 Court Street 42° 29′ 32,6″ N, 96° 23′ 45,9″ W                                                                                      | Sioux City      | 1884 errichtete Leinölfabrik |
| 47    | Sioux City Masonic Temple                                        | Sioux City Masonic Temple                                        | 2004 ID-Nr. 03001389 | 820 Nebraska Street 42° 29′ 58″ N, 96° 24′ 5″ W                                                                                        | Sioux City      | 1922 im Spanish Revival genannten Baustil errichteter Freimaurertempel                                                                     |
| 48    | Sioux City Public Library (Smith Villa Branch)                   | Sioux City Public Library (Smith Villa Branch)                   | 1983 ID-Nr. 83000415 | 1509 George Avenue 42° 30′ 23,1″ N, 96° 25′ 38,7″ W                                                                                    | Sioux City      | 1927 im Stil der Prairie Houses errichtete öffentliche Bibliothek                                                                          |
| 49    | Sioux City Public Library-North Side Branch                      | Sioux City Public Library-North Side Branch                      | 2000 ID-Nr. 00001479 | 810 29th Street 42° 31′ 13,5″ N, 96° 24′ 1″ W                                                                                          | Sioux City      | 1929 im Stil des Tudor Revival errichtete öffentliche Bibliothek; heute Geschäftshaus                                                      |
| 50    | Swedish Evangelical Lutheran Augustana Church                    | Swedish Evangelical Lutheran Augustana Church                    | 2006 ID-Nr. 06000444 | 600 Court Street 42° 29′ 47,7″ N, 96° 23′ 45,9″ W                                                                                      | Sioux City      | 1890 im neugotischen Stil errichtete lutherische Kirche schwedischer Einwanderer                                                           |
| 51    | United States Post Office and Courthouse                         | United States Post Office and Courthouse                         | 2013 ID-Nr. 13000485 | 316–320 6th Street 42° 29′ 45,7″ N, 96° 24′ 25,8″ W                                                                                    | Sioux City      | 1932–1934 im Stil der Moderne errichtetes Gebäude für Bundesbehörden                                                                       |
| 52    | Warrior Hotel                                                    | Warrior Hotel                                                    | 1985 ID-Nr. 85001384 | 6th Street Ecke Nebraska Street 42° 29′ 47,7″ N, 96° 24′ 14,1″ W                                                                       | Sioux City      | 1929–1930 im Stil des Art déco errichtetes Hotel                                                                                           |
| 53    | Williges Building                                                | Williges Building                                                | 2007 ID-Nr. 07000850 | 613-615 Pierce Street 42° 29′ 49,1″ N, 96° 24′ 18,8″ W                                                                                 | Sioux City      | 1930 im Stil der Prairie Houses errichtetes Geschäftshaus                                                                                  |
| 54    | Woodbury County Courthouse                                       | Woodbury County Courthouse                                       | 1973 ID-Nr. 73000744 | 7th Street Ecke Douglas Street 42° 29′ 50″ N, 96° 24′ 20″ W                                                                            | Sioux City      | 1918 im Stil der Prairie Houses errichtetes Justiz- und Verwaltungsgebäude des Woodbury County; seit 1996 als NHL registriert              |

## Frühere Einträge
| [ 2 ] | Name                    | Bild | Eintragsdatum        | Lage                                                            | Ort        | Beschreibung                                    |
| ----- | ----------------------- | ---- | -------------------- | --------------------------------------------------------------- | ---------- | ----------------------------------------------- |
| 1     | Margaretta Franz House  |      | 1982 ID-Nr. 82002647 | 215 Kansas Street 42° 29′ 22,7″ N, 96° 27′ 34,6″ W              | Sioux City | abgerissen und 1998 aus dem Register gestrichen |
| 2     | Knapp-Spencer Warehouse |      | 1982 ID-Nr. 82002648 | 3rd Street Ecke Nebraska Street 42° 29′ 35,1″ N, 96° 24′ 7,1″ W | Sioux City | abgerissen und 1998 aus dem Register gestrichen |
| 3     | Lexington Block         |      | 1986 ID-Nr. 86000706 | 815 4th Street 42° 29′ 38,2″ N, 96° 23′ 59,8″ W                 | Sioux City | abgerissen und 1998 aus dem Register gestrichen |